# Offerte speciali
Offerte speciali è un cortometraggio del 2005 diretto da Gianni Gatti.

## Riconoscimenti
- 2005 - MiX - Festival internazionale di cinema lgbtq+ e cultura queer
  - Paramount Comedy Award
- 2005 - Festival internazionale del cinema di Karlovy Vary
  - Cezh Republic Best Short Award
- 2005 - Premio Massimo Troisi
  - Premio per il miglior cortometraggio
- 2005 - Festival Internacional de cinema Gai i Lésbic de Barcelona
  - Premio per il miglior cortometraggio
- 2005 - Cinemed - Festival Cinema Mediterranéen Montpellier
  - Premio Canal Plus
- 2006 - CortoLovere
  - Premio speciale del presidente di giuria
- 2006 - Mezipatra Queer Film Festival
  - Premio della giuria
- 2006 - 4Filmfestival
  - Premio per il miglior cortometraggio
- 2006 - Scrittura e immagine
  - Premio per il miglior cortometraggio
- 2006 - Nickelodeon
  - Terzo premio
  - Menzione speciale della giuria dei critici
  - Menzione speciale della giuria degli studenti